# Паника (Торжокский район)
Пани́ка — деревня в Торжокском районе Тверской области России. Входит в состав Мирновского сельского поселения. Расположена на берегу реки Тверцы. Население — 7 чел. (2010).
Деревня Паника известна благодаря своим достопримечательностям: источнику с родниковой водой, названному туристами «водопадом» и трём каменным мостам из валунов работы архитектора Н. А. Львова. Ранее именно здесь проходил тракт из Петербурга в Москву вдоль реки Тверцы.

## Название
Наиболее правдоподобной версией названия деревни Паника является та, что возле деревни в реку Тверцу впадала речка Паника. Скорее всего в честь неё и была названа деревня. А река могла быть названа так, как поникшая, или в значении «место падения воды».
Есть ещё несколько версий-предположений:
- Паника (Паника — поника — паника) — понижение с речкой или ручьём, часто связываемое местными жителями с нечистой силой;
- Название деревни произошло от характера речушки, которую питали родники. Буйствовали родники — бурлила и речка. Затихали они в засуху, поникла, как трава, без подпитки и речушка;
- Ещё до принятия православия все наши предки веровали в духов стихий, деревьев. У каждой стихии были и свои божества. Одним из них был дух Паникс — страшилище, вселяющее ужас, вызывающее панику.

## География
Расположена в 6 км к юго-востоку от города Торжка, в 1 км южнее автодороги «Москва — Санкт-Петербург» М10 (E 105), от которой до края деревни 1 км. От Твери — 45 км. От центра Москвы — 224 км. От деревни на запад, вдоль Тверцы, идёт грунтовая дорога на деревню Внуково и далее в город Торжок.

## История
Паника получила своё специфическое название ещё во времена набегов татаро-монголов. По заверению местных жителей, именно отсюда передавалась весть о приближении вражеских полчищ в ближайшие населённые пункты и далее по цепочке. То есть, на первый взгляд ничем не приметная деревенька на самом деле была важнейшим форпостом во времена Древней Руси. В XIX веке на территории Паники были найдены обширные залежи известняка, и практически сразу началась его разработка, продолжавшаяся почти сто лет.
В сборнике статистических сведений о Тверской губернии 1889 года деревня Паника упоминается несколько раз, при описании реки Тверцы и при описании Новоторжской волости. Деревня тогда входила в состав Новоторжской волости Новоторжского уезда Тверской губернии.
Из того же сборника известно, что в 1889 году дети из деревни Паника учились в церковно-приходской школе в деревне Спасс (в то время называлась «погост Спасъ»). Расстояние было 2½ версты, учились 5 мальчиков и 1 девочка.
Известно, что деревня Паника относилась к Спасскому приходу, расстояние до Торжка — 8 вёрст.
Характеристика местности: «Покатость к реке Тверце. Ручей Паника. 5 колодцев».
Всего дворов было 22 в 1859 и 25 в 1884 годах, из них бобыли 3 в 1884.
|                             | Лиц мужского пола | Лиц женского пола |
| --------------------------- | ----------------- | ----------------- |
| до 1 года                   | 3                 | 1                 |
| от 1 до 5 лет               | 9                 | 8                 |
| от 5 до 8 лет               | 2                 | 6                 |
| от 8 до 14 лет              | 9                 | 14                |
| от 14 до 16 лет             | -                 | 7                 |
| от 14 до 18 лет             | 15                | -                 |
| от 16 до 45 лет             | -                 | 31                |
| от 45 до 55 лет             | -                 | 7                 |
| от 18 до 60 лет (работники) | 37                | -                 |
| более 55 лет                | -                 | 7                 |
| более 60 лет                | 5                 | -                 |
| Всего                       | 80                | 81                |

Кроме того ещё мужчин 3 бездомные, один от 1 до 5 лет, один от 18 до 60 лет и один более 60 лет.
И женщин ещё 2 бездомные, две от 16 до 45 лет и одна от 45 до 55 лет, 4 женщины бобыли, одна от 14 до 16 лет, одна от 45 до 55 и одна старше 55 лет.
Всего мужчин и женщин в Панике в 1884 году 161, кроме них 4 бобыли и 6 бездомных.
Всего семей в 1884 году 27, 3 бобыли и 2 семьи бездомные.
Население в 1859 году 75 мужчин, 80 женщин, всего 155 человек.
В среднем человек на семью в 1859 7 человек, в 1884 5,9 человек, кроме них 1,3 бобыли и 3 человека в среднем в бездомной семье.
«Убогие и к труду не способные по физическим недостаткам»: 4 женщины, из них 1 рабочего возраста, а 3 нерабочего возраста.
«Число лиц, находящееся на действительной военной службе»: 4.
«Распределение семей по рабочим силам»:
без работников и подростков 2, бобылей 3, бездомных 1.
с одним работником 18, бездомных 1.
с двумя работниками 6
с тремя и более работниками 1.
По грамотности число грамотных мужчин 17, учащихся 1. Женщин грамотных и учащихся нет.
Временно проживающих крестьян:
мужчин 1
женщин 5, из них рабочего возраста 2 и нерабочего 3.
Число семей, члены которых нищенствуют 2, всего нищих 3 и это всё из семей бобылей.

## Население
| 1859 | 1884 | 1996 | 2002 | 2008 | 2010 |
| ---- | ---- | ---- | ---- | ---- | ---- |
| 155  | ↗161 | ↘5   | ↘4   | ↗9   | ↘7   |

## Достопримечательности

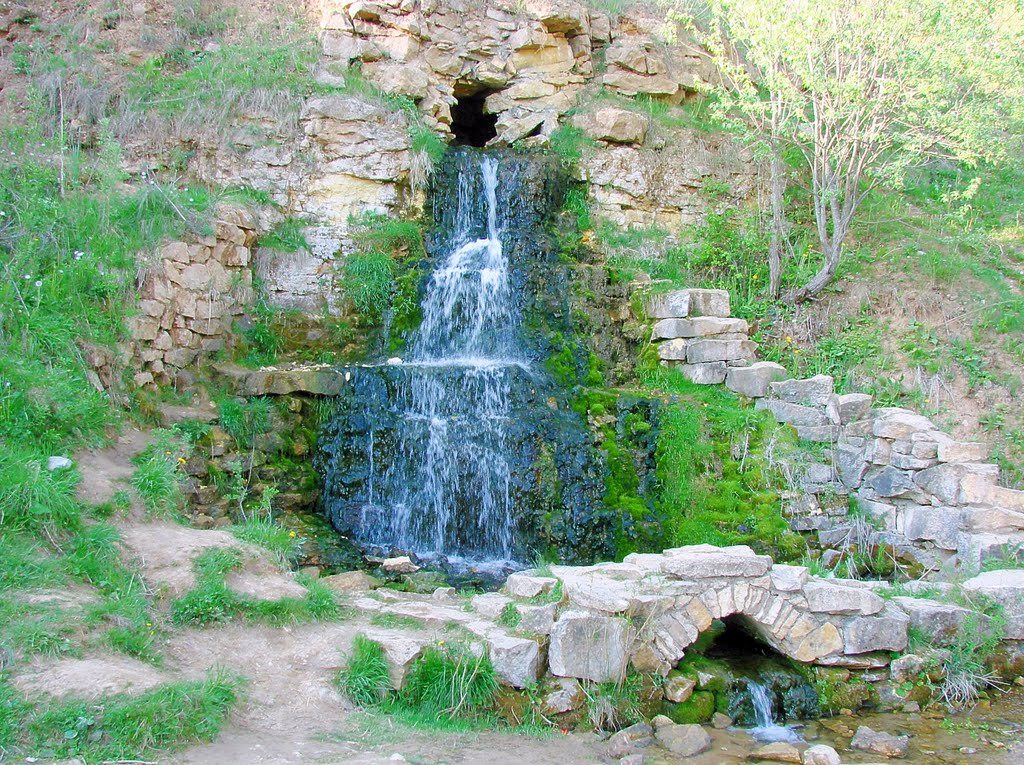
Водопад в деревне Паника

- Водопад, на который приезжают туристы и молодожёны из разных регионов, был освящен как святой источник в честь Святителя Николая Чудотворца, над ним установлен поклонный крест. В конце 1980-х гг. при разработке карьера в районе деревни Паника рабочие случайно «вскрыли» подземную реку, протекающую по карстовым полостям. В дальнейшем перед исследователями открылась полость подземного озера, окруженная карстовыми пещерами. По свидетельствам очевидцев, при бурении скважины поток воды хлынул на высоту около 25 метров. В результате выхода подземной реки вблизи деревни Паника образовался живописный водопад[2]. В настоящее время[когда?]

 источник окультурен добровольцами — к месту выхода воды сделаны ступеньки из камня, устроен мостик и каменные лавки, стены грота выложили известняком. Однако из-за вымывания слоев глины гроту каждый год угрожает обрушение. Последние годы водопад летом-осенью обычно пересыхает, но весной, в районе апреля, восстанавливается.

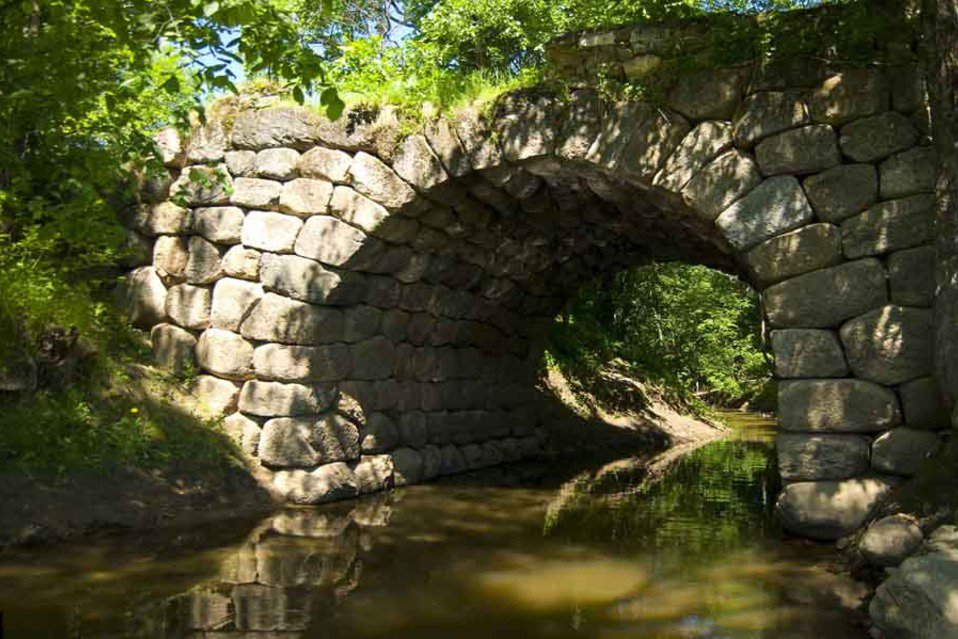
Валунный мост в деревне Паника

- В деревне также есть один крупный мост из валунов, хорошо сохранившийся и два небольших мостика. Все три мостика находятся в непосредственной близости от реки Тверцы и по сути являются мостами через ручьи, впадающие в Тверцу. Мостики остались от старой гужевой дороги (тракта) из Петербурга в Москву вдоль Тверцы, строились во времена Екатерины архитектором Н. А. Львовым. Самый крупный мост через ручей Паницкий, который ещё в XIX веке был речкой и назывался «речка Паника»[7]. Два мелких через потоки, которые бывают весной. Мосты являются историческим памятником архитектуры тех лет, но приходят в запустение, никем не охраняются. Удивительно, что валуны в арочной конструкции моста самонесущие, опираются друг на друга и до сих пор мосты спокойно выдерживают нагрузки от ежедневно проезжающих грузовиков. Подобные валунные арочные мосты есть ещё в усадьбе Василёво возле Торжка и в деревне Грузины.
- В деревне есть три колодца, выполненные в системе «журавль». Кроме колодцев в Панике сохранилось ещё несколько построек-ледников из известняковых блоков.
- Недалеко от деревни, в сосновом лесу, есть поляна, имеющая среди местных жителей говорящее название «Сковородка» — круглая поляна, окруженная соснами и возвышающаяся над Тверцой, известное грибное место. Сюда каждый год приезжают отдыхающие, а также ежегодный областной туристический слёт.

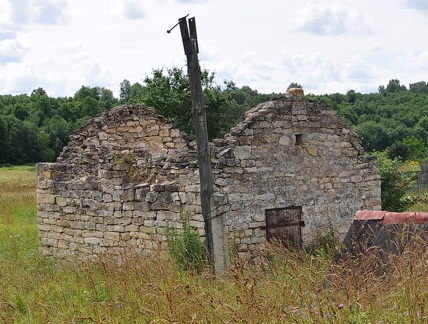
Ледник из известняка